# Aïssata Lam
Pour les articles homonymes, voir Lam.
Aïssata Lam, née en 1986 ou 1987, est une militante mauritanienne des droits de la femme et une experte en microfinance.

## Biographie
Aïssata Lam quitte l'Afrique, avec sa famille, à 6 ans pour l’Amérique du Nord. Elle devient diplômée de l'École des hautes études commerciales de Montréal (HEC Montréal), au Canada, et de l'Université Harvard à Cambridge, aux États-Unis. Ses études ont porté sur la microfinance et la finance en milieu rural.
À 26 ans, avant même d’avoir terminé ses études à l’Université Harvard, elle est l’une des fondatrices de la Chambre de commerce des jeunes Mauritaniens de Mauritanie (CCJM). Elle revient en Mauritanie en 2014 et devient la présidente de la CCJM,,. Elle a lancé cette Jeune Chambre de commerce notamment pour soutenir les jeunes femmes entrepreneurs ayant des difficultés à obtenir des financements pour leurs start-ups.
Elle milite pour les droits des femmes, contre le mariage forcé, et s’efforce d’apporter un appui aux entrepreneuses mauritaniennes. Elle dirige aussi un incubateur d'entreprises intitulé iLab,. Elle a été nommée en 2019 au Conseil consultatif pour l'égalité des sexes du G7, sur proposition du président de la République française Emmanuel Macron,,.
Elle est mentionnée en 2019 dans la liste annuelle de la BBC des femmes de l’année les plus influentes,.
Elle est élevée au rang de chevalier de l'ordre du Mérite national en 2020.